# Apodolirion lanceolatum
Apodolirion lanceolatum är en amaryllisväxtart som först beskrevs av Carl Peter Thunberg, och fick sitt nu gällande namn av George Bentham, Joseph Dalton Hooker och Benjamin Daydon Jackson. Apodolirion lanceolatum ingår i släktet Apodolirion och familjen amaryllisväxter. Inga underarter finns listade i Catalogue of Life.